# Гетто в Поддембице
Гетто в Поддембице — еврейское гетто, созданное нацистами в период оккупации Польши во время Второй мировой войны. Существовало с ноября 1940 года по апрель 1942 года.

## История
Немецкие войска захватили Поддембице 14 сентября 1939 года немцы. Это был день еврейского Нового года, поэтому немцы устроили шествия из жителей. Одно — из еврейских жителей во главе с раввином Ротфельдом, другое — из поляков с местным приходским священником. Часть участников была взята в заложники. Спустя три дня нацисты заставили раввина и приходского священника своими руками убирать нечистоты.

## Гетто
Гетто в Поддембице немецкие власти создали в ноябре 1940 года. Оно располагалось в той части города, где по признанию мэра, дома были настолько запущенные и ветхие, что их необходимо было снести. Тем не менее нацисты разместили там 1500 евреев из Поддембице и еще около 150 беженцев. В начале 1941 года оккупанты перевезли в гетто еще 600 человек из Ленчицы. Был создан юденрат. Его председателем стал Сосновский. В гетто были тяжелейшие условия для жизни, средств к существованию не имели даже ремесленники. Узники голодали.
19 марта 1942 года нацисты повесили пятерых евреев на городском рынке, на глазах у еврейского населения. Среди свидетелей этого были и школьники, которых специально пригнали к месту казни. Повешение привело в ужас узников гетто. Некоторые из молодых людей решили сами отправиться в трудовые лагеря, полагая, что работа на немецкие власти спасет их от гибели. С 21 по 27 марта 1942 года 90 человек из Поддембице прибыли в еврейский трудовой лагерь Конина. Позже в гетто стало известно, что евреи из районов Коло и Кутно были отправлены в лагерь смерти в Хелмно.
10 апреля 1942 года началась ликвидация гетто в Поддембице. Ответственность за это нацистское руководство возложило на подразделения СС под командованием Германа Вернера и Бруно Ули. Евреи гетто, всего около 1800 человек, были заперты в местной церкви на несколько дней. За время заключения в ужасающих условиях умерли 28 человек. После внесения залога юденрат смог раздать запертым в церкви людям небольшое количество хлеба, воды и маргарина.
По одной из версий, евреев небольшими группами выводили из церкви и отправляли в лагеря смерти. По другой — через несколько дней часть евреев, где в основном были старики, больные и дети, немцы расстреляли на месте. Способные к работе мужчины и женщины были отправлены в Лодзинское гетто или в трудовые лагеря, остальных перевезли в лагерь смерти в Хелмно